# Sinopodisma punctata
Sinopodisma punctata är en insektsart som beskrevs av Leo L. Mishchenko 1954. Sinopodisma punctata ingår i släktet Sinopodisma och familjen gräshoppor. Inga underarter finns listade i Catalogue of Life.